# يوهانيس يوسيفوس آرتس
يوهانيس يوسيفوس آرتس (بالهولندية: Johannes Josephus Aarts) (18 أغسطس 1871، لاهاي – 19 أكتوبر 1934، أمستردام) كان رسام كتب، نحات، ورسام هولندي. ويعرف أكثر بأنه نقش وحفار خشب ‏.

## معرض صور

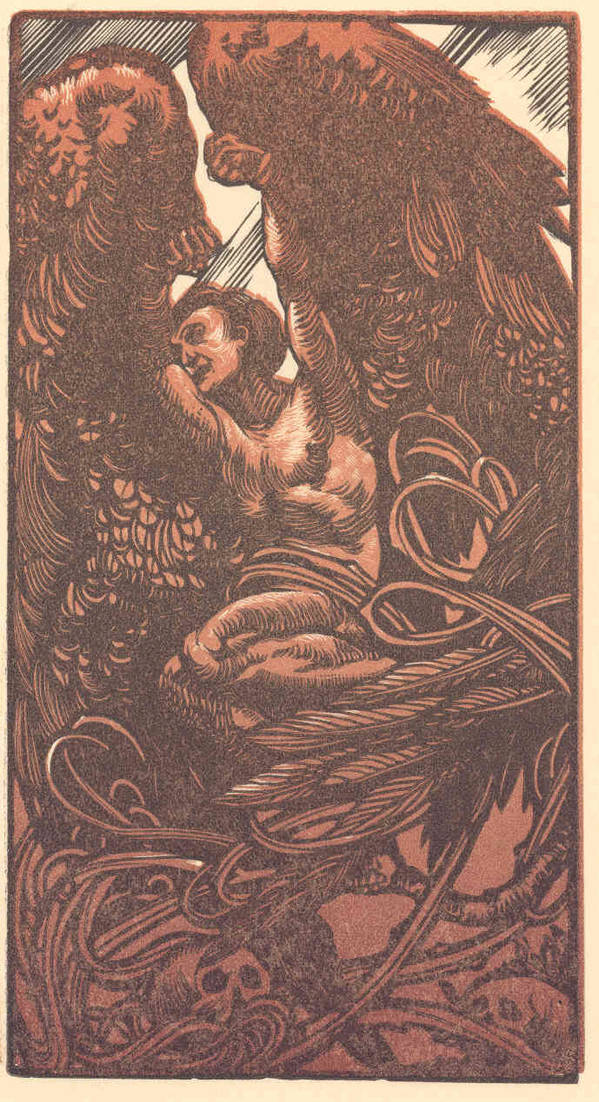
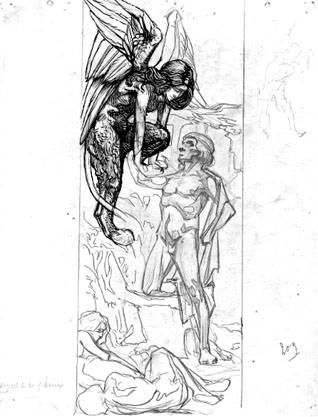
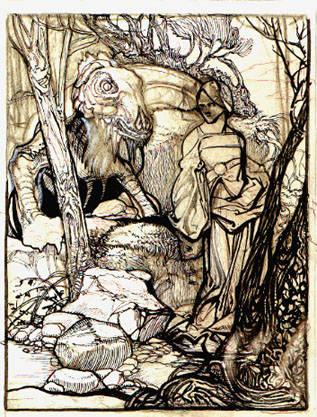
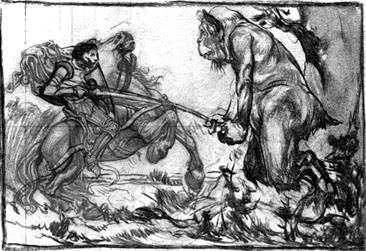

## مزيد من القراءة
- Heij, Jan Jaap. "Aarts, Johannes Josephus." In Grove Art Online. Oxford Art Online, (accessed February 4, 2012; subscription required).